# Pueblo hoti
Los hoti, jodï o joti son un pueblo amerindio que vive en la Sierra de Maigualida, en la Amazonia venezolana. Conocidos también como chicano, shicana, yuana, yuwana y waru-waru. Se autodenominan, hodï o hotï, que significa "personas", "gente" o "pueblo" en contraposición con otros grupos. El censo indígena de Venezuela de 1993 registró a 643 hoti, distribuidos en 25 comunidades; el censo de 2001 767; en 2011 fueron censados 982 y su población se encuentra en constante crecimiento.

## Territorio
Su territorio actual se encuentra en el suroeste del Estado Bolívar, río Kaima, tributario del Cuchivero, municipio Cedeño, parroquia Ascensión Farreras, donde hay 11 comunidades hoti; y al norte del Estado Amazonas, municipio Atures, donde hay 14 comunidades en la zona del caño Iguana, tributario del Asita, al occidente de la Serranía de Uasadi, y en el río Parucito. 
Se tuvo constancia de ellos en 1913, de manera indirecta, a través del relato que unos indios yecuanas hicieron a un misionero católico acerca de la existencia de un grupo de indígenas "salvajes" que vivían en el territorio delimitado por las cuencas del Caura, el Erebato y el Ventuari.
En agosto de 2012 se entregó un título de propiedad a las comunidades Hoti de Caño Iguana, ubicadas en el Alto Ventuari, estado Amazonas. El territorio adjudicado abarca una superficie de 223 028 hectáreas, lo que representa el 58,2 % del área autodemarcada y solicitada por el pueblo Hoti.

## Manejo del Medio
Son cazadores, recolectores y horticultores itinerantes, que siguen patrones nomádicos estacionales. Sin embargo, dos grupos han sido sedentarizados por misioneros, uno en el caño Iguana, en la misión evangélica y otro en San José de Kayamá, en la misión católica. 
La actividad más común entre los Hoti es la recolección y dispersión de frutas silvestres, en la que participan activamente personas de todas las edades. También recolectan miel. Se preocupan por hacer proliferar las larvas de escarabajos de las palmas (Rhynchophorus spp.), que utilizan para su alimentación.
Cazan con cerbatana y lanza la danta, pecarí, roedores (Agouti paca, Dasyprocta spp.), monos, venados (Mazama spp.), pavas (Aburria pipile, Penelope jacquaçu), paujil (Crax alector) y guacamaya (Ara chloroptera).
Acampan en paravientos, cubiertos con hojas de platanillo (Phenakospermum guyanense). Disponen de curare para cazar. Son muy buenos artesanos: hacen ollas de barro, tejen guayucos y chinchorros; realizan trabajos en madera, fibra y corteza de árbol, guadua, piel, semillas y conchas.
Los huertos de los hoti tienen al menos cinco cultivos principales: plátanos, maíz, yuca, ñame y batata, además de ocumo, papaya, caña de azúcar y piña curagua. En total cultivan 67 especies de plantas, de las cuales 36 se utilizan para alimentos, 20 para fines mágicos o medicinales y 11 para fabricar artefactos. Además de abrir huertos en la selva, usan claros naturales en el dosel del bosque como zonas de cultivo y plantan semillas al borde de las trochas. Su práctica hortícola está bien integrada con su estilo de vida nómada.

## Lengua
Hablan su propio idioma. Aún no se ha establecido en forma concluyente una clasificación del Hoti. Una propuesta lo clasifica junto con el piaroa y otras lenguas Saliba como parte de una macrofamilia Jodi–Saliba. según Henley, Mattéi-Müller y Reid, el Hoti debe clasificarse con las lenguas makú, aunque por la larga vecindad, registre frecuentes intercambios de palabras con la lengua piaroa.